# Стеблюк Іван Іванович
Іван Іванович Стеблюк (15 грудня 1921, село Левадки, тепер Сімферопольського району, Автономна Республіка Крим — ?) — український радянський діяч, залізничник, старший машиніст тепловоза локомотивного депо Сімферополь Кримської області. Депутат Верховної Ради УРСР 6—8-го скликань.

## Біографія
Народився у селянській родині. Закінчив школу фабрично-заводського навчання (ФЗН). Після закінчення школи працював рік слюсарем, а з 1940 року — кочегаром паровоза депо станції Сімферополь Кримської АРСР.
Під час німецько-радянської війни у 1941 році працював помічником машиніста паровоза, підвозив боєприпаси до міста Севастополя, був кулеметником. З 1942 року воював у третьому загоні Південного з'єднання партизанів Криму. Після захоплення Криму радянськими військами знову працював помічником машиніста.
З 1945 року — машиніст паровоза М-727-20, старший машиніст тепловоза ТЕ-3 локомотивного депо Сімферополь Кримської області.
Член КПРС. Обирався членом бюро партійного комітету Сімферопольського локомотивного депо Придніпровської залізниці.
Потім — на пенсії у місті Сімферополі. 

## Нагороди
- орден Вітчизняної війни 2-го ст. (6.04.1985)
- ордени
- медалі